# Laidlawia trigonopora
Laidlawia trigonopora is een platworm (Platyhelminthes). De worm is tweeslachtig. De soort leeft in het zoute water.
Het geslacht Laidlawia, waarin de platworm wordt geplaatst, wordt tot de familie Laidlawiidae gerekend. De wetenschappelijke naam van de soort werd voor het eerst geldig gepubliceerd in 1905 door Herzig.